# NIDEC GPM
Die NIDEC GPM GmbH ist ein Thüringer Automobilzulieferer mit Sitz in Merbelsrod. Das Unternehmen gehört nach eigenen Angaben in Europa zu den führenden Entwicklern und Herstellern von mechanischen und elektrischen Wasser- und Ölpumpen. Bei mechanischen Wasserpumpen, die regel- und schaltbar sind, ist NIDEC GPM Technologieführer.
Gesellschafter ist die Nidec Motors & Actuators (Germany) GmbH in Bietigheim-Bissingen.

## Geschichte
Das Unternehmen wurde 1939 als Karl Schmidt Präzisions-Flugzeugteile gegründet. 1949 begann die Karl Schmidt KG mit der Produktion von Pumpen für den Fahrzeugbau. In seiner Geschichte wurde das Unternehmen im Zuge von Eigentumsänderungen mehrfach umbenannt:
- 1972: VEB Geräte und Pumpenbau, Merbelsrod
- 1990: Geräte- und Pumpenbau GmbH Dr. Eugen Schmidt
- 2015: NIDEC GPM GmbH

## Struktur
Das 2008 eröffnete chinesische Tochterunternehmen NIDEC GPM Automotive Pumps (Suzhou) Co. Ltd fertigte bis 2021 Wasserpumpen und Pumpenmodule. Die Produktion wird im neuen Tochterunternehmen NIDEC GPM Automotive (Zhejiang) Co. Ltd weitergeführt. Die Entwicklungsabteilungen für Systemdesign, Elektronik, Software und Elektromotor wurden in die Nidec DriveXpert GmbH in Merbelsrod ausgegliedert.
Für zwei Schwesterunternehmen in Ungarn bzw. in Brasilien hat NIDEC GPM Managementverantwortung.